# Kamel Assaad

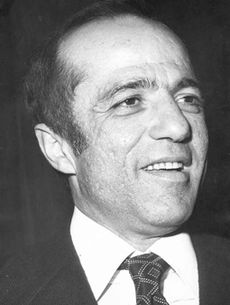
Kamel Assaad

Kamel Assaad (ook: Kamel Al-Assaad) (1932 - 25 juli 2010) was een Libanees politicus.
Assaad stamde af van een grote feodale familie uit Zuid-Libanon, de Bakawét (meervoud van de adellijke titel Bék, die bij het begin van de 18e eeuw door de Ottomaanse sultans aan een aantal belangrijke Libanese families verleend werd). In het begin van de jaren 1960 volgde hij zijn vader (Ahmad Assaad) op als volksvertegenwoordiger voor Bent Jbeil en van 1964 tot 1992 was hij volksvertegenwoordiger voor Hasbaya-Marjeyoun.
Hij was voorzitter van de Nationale Vergadering van mei tot oktober 1964, van mei tot oktober 1968 en van 1970 tot 1984. Assaad zat de parlementaire zittingen voor, waarin de presidenten Elias Sarkis, Bashir Gemayel en Amin Gemayel verkozen werden. Het voorzitterschap van de Nationale Vergadering is het hoge staatsambt dat in het Libanese staatsverdrag is toegekend aan een Sjiiet. De president is een christen en de premier een soenniet.
Na de inmenging van Syrië in de Libanese politiek en de politieke crises ten gevolge van de ratificatie van het Akkoord van 17 mei tussen Israël en Libanon, verliet Kamel Assaad in 1984 het parlement. Kamel Assaad werd voorzitter van de kleine sociaaldemocratische partij. Hij kende geen succes bij de door Syrië georganiseerde verkiezingen van 1992, 1996 en 2000, riep op tot een boycot in 2005 en kandideerde niet meer in 2009.
Hij was afkomstig van een gematigd sjiitische familie en leefde op gespannen voet met de pro-Syrische beweging Amal en met het pro-Iraanse Hezbollah.